# Фредерік Виставел
Фредерік Виставел (дан. Frederic Vystavel, нар. 29 серпня 1993) — данський веслувальник, бронзовий призер Олімпійських ігор 2020 року.

## Виступи на Олімпіадах
| Олімпіада  | Дисципліна | Місце |
| ---------- | ---------- | ----- |
| Токіо 2020 | двійки     | 3     |

## Зовнішні посилання
- Фредерік Виставел на сайті FISA.

1. 1 2 3  Frederic  Vystavel
2. 1 2  row2k's Starting Five: Denmark's Frederic Vystavel — 2021.
3. 1 2 3  https://olympics.com/tokyo-2020/olympic-games/en/results/rowing/athlete-profile-n1366761-vystavel-frederic.htm